# María Teresa Alvajar
María Teresa Cristina Alvajar López (La Coruña, agosto de 1921 - Madrid, 9 de enero de 2016) fue una política y escritora española.

## Trayectoria
Nació en La Coruña en una familia republicana, era hija de Amparo López Jean, a quien acompañaba en las actividades del Grupo Femenino Republicano como clases de piano con Mili Porta, y del político republicano César Alvajar. Era hermana de Ana María Alvajar, Amparo Alvajar y Javier Alvajar López.  
Se trasladó con su familia a Soria cuando su padre fue nombrado Gobernador civil. Tras el golpe de Estado del 18 de julio de 1936, tuvieron que abandonar Soria. Estuvieron primero en Madrid y Valencia y desde diciembre de 1937 hasta marzo de 1939 en Barcelona, etapa en la que María Teresa pudo conocer a la élite intelectual gracias a su hermana Amparo y su marido Arturo Cuadrado.
Antes de que Barcelona fuera tomada por las tropas franquistas, sus padres huyeron a Francia, pero María Teresa Alvajar no lo consiguió, por lo que tuvo que regresar a La Coruña camuflada en un tren durante 5 días con la ayuda de un soldado gallego. 
Allí fue detenida por «roja» y encarcelada en la prisión de La Coruña durante 4 meses bajo la acusación de dirigir el Servicio de Investigación Militar Republicano y las checas.  Fue castigada con un mes adicional de cárcel por cantar la música de la joven guardia roja durante su estancia en la prisión. Durante su encarcelamiento, conoció a otras presas políticas como Basilisa Álvarez, Elena Suárez, Otilia Balboa o Esther Casares, hija de Santiago Casares Quiroga.
Tras su liberación, trabajó en los Laboratorios Orzán.  Se exilió en Francia con sus padres, desempeñando diferentes oficios en Vimoutiers y Montauban. Se casó en 1942 con un hombre 18 años mayor. Viajó a Barcelona con sus dos hijos para pagar una deuda de su marido, que no firmó su salida, por lo que se vio atrapada por la legislación franquista, sin poder regresar a Francia ni ir a Buenos Aires con su hermana Amparo.
Durante su etapa en Barcelona pasó hambre y tuve que ejercer todo tipo de trabajos, siendo además entrevistada en dos ocasiones por el Servicio de Información Militar para preguntarle por las actividades que ejercía su padre. Llegó a matricularse en el Instituto del Teatro en el curso 47-48. En 1950, su marido regresó a Barcelona e inició el proceso de separación de cuerpos en el que perdió la custodia de sus hijos.
En 1957 fue a París, donde tuvo dos hijas de otra relación y estuvo en contacto con su hermana Amparo y su padre. Para poder estar cerca de sus otros dos hijos, en 1960 se instaló en Gerona. Después entró en Hermandad Obrera de Acción Católica y se instaló en Madrid.
Falleció en Madrid en enero de 1996 a los 94 años.

## Reconocimientos
En 2008 recibió el Premio Galiza Mártir y en 2009 fue nombrada Republicana del Año por la Comisión de Recuperación de Memoria Histórica de La Coruña. Tras su fallecimiento, el Ayuntamiento de La Coruña le realizó un homenaje póstumo en el Palacio Municipal de María Pita.

## Obra
Dejó testimonio de su tragedia personal y familiar en el libro Memorias dunha republicana editado por Aurora Marco (Laiovento).